# 延光寺
延光寺（えんこうじ）は、高知県宿毛市にある真言宗智山派の寺院。赤亀山（しゃっきざん）、寺山院（じさんいん）と号す。本尊は薬師如来。四国八十八箇所第三十九番札所。
- 本尊真言：おん ころころ せんだりまとうぎ そわか
- ご詠歌：南無薬師諸病悉除（しつじょ）の願（がん）こめて　詣（まい）るわが身を助けましませ
- 納経印：当寺本尊、白衣背中の鶴亀の亀印

## 歴史

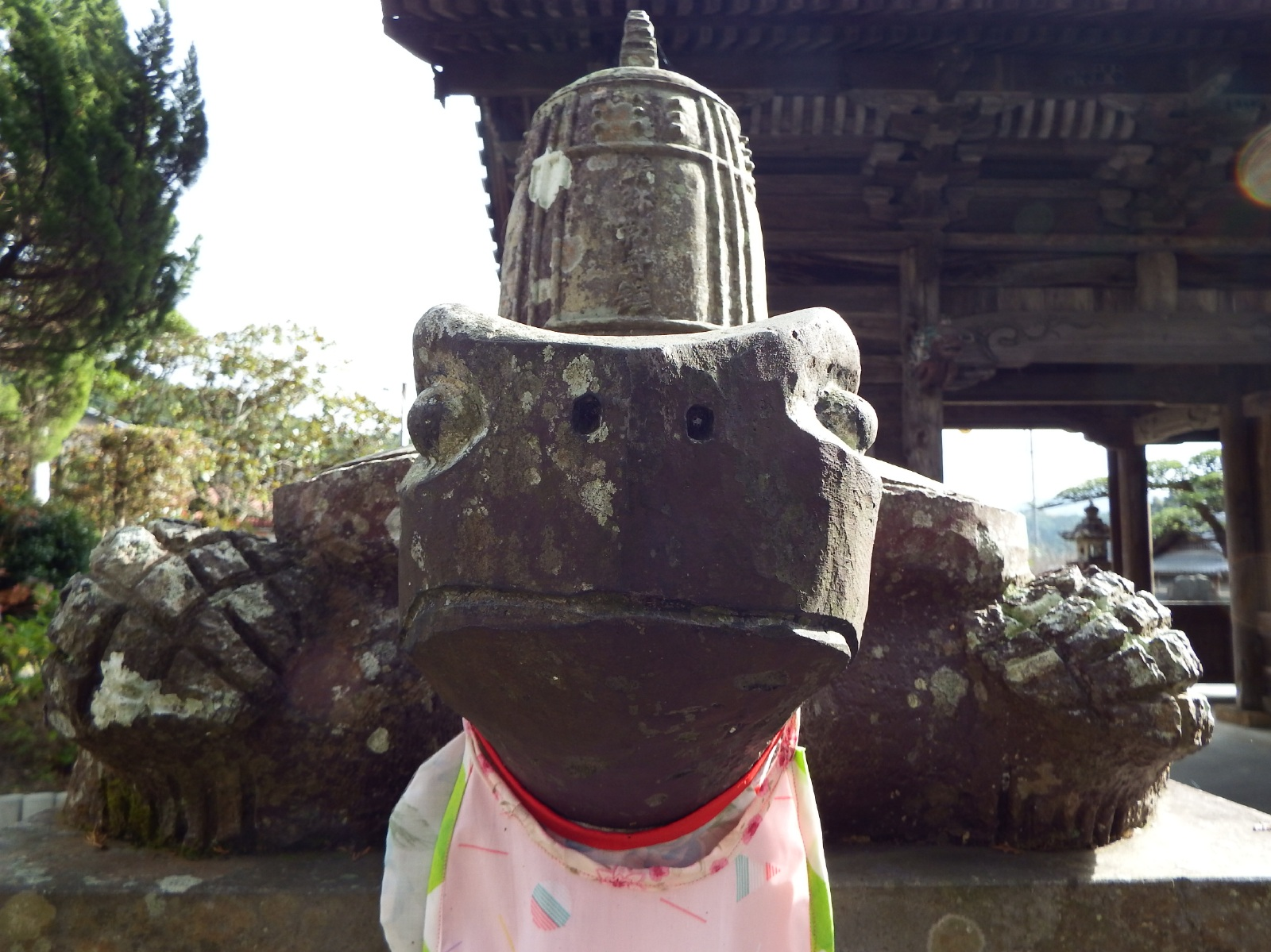
亀

寺伝によれば聖武天皇の勅命によって神亀元年（724年）に行基が薬師如来を刻んで本尊とし、本坊ほか12坊を建立、当初は亀鶴山施薬院宝光寺と称したとされる。その後桓武天皇の勅願所となり、空海（弘法大師）が来錫して再興、脇侍の日光・月光菩薩を刻んで安置、本堂脇に眼病に霊験のある「目洗い井戸」を掘ったとされる。
伝説によれば延喜11年（911年）赤い亀が境内にある池からいなくなったが、やがて銅の梵鐘を背負って竜宮城から戻ってきたことから、現在の山号、寺号に改めたとされる。
天正7年（1579年）長曽我部元親は、支配した讃岐の金毘羅大権現（松尾寺金光院）を「四国鎮撫の総本山」とするべく当寺の坊の一つである南光院の院主を呼び寄せ名を宥厳と改名させ院主とした。その後、豊臣秀吉に敗れた長宗我部元親が高知に退却後の慶長5年（1600年）には、宥厳を呼び戻し当寺の住職に据えた。宥厳は自分が持っていた南光院を奥之院とし、当寺は修験兼帯の真言寺とする。当寺は長宗我部家の後ろ盾もあり繁栄し、慶安4年（1651年）に当寺から独立した南光院も隆盛したが、長宗我部家が滅亡し山内藩となると南光院は次第にその勢力を失っていき当寺も衰退した。
明治初年の廃仏毀釈の影響で当寺は一時期廃寺となるも、明治22年に再興された。

## 境内
- 山門（仁王門）
- 本堂
- 大師堂：大師像が拝顔できる。
- 鐘楼
- 護摩堂

- 熊野十二社宮（祠）

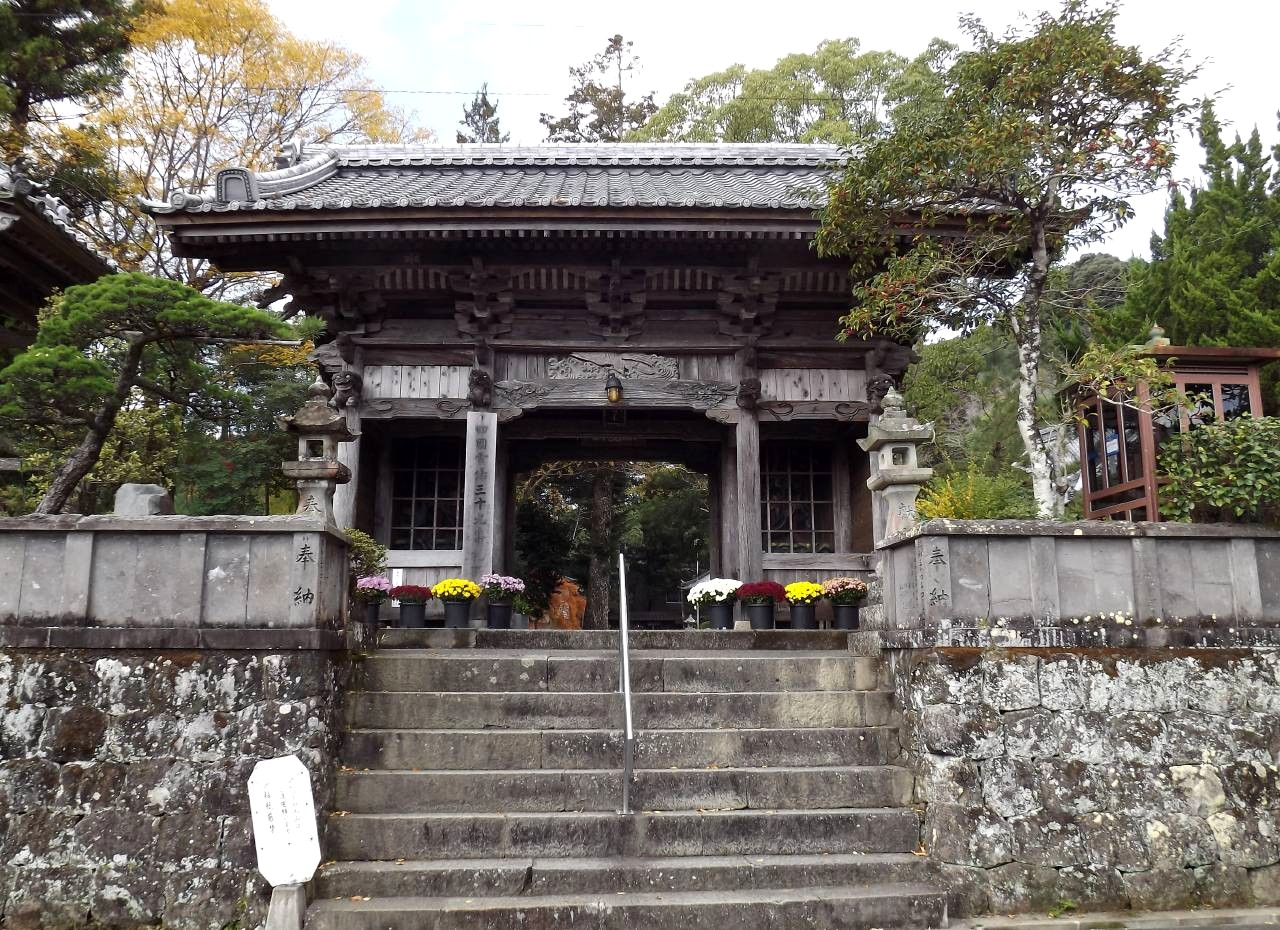
山門

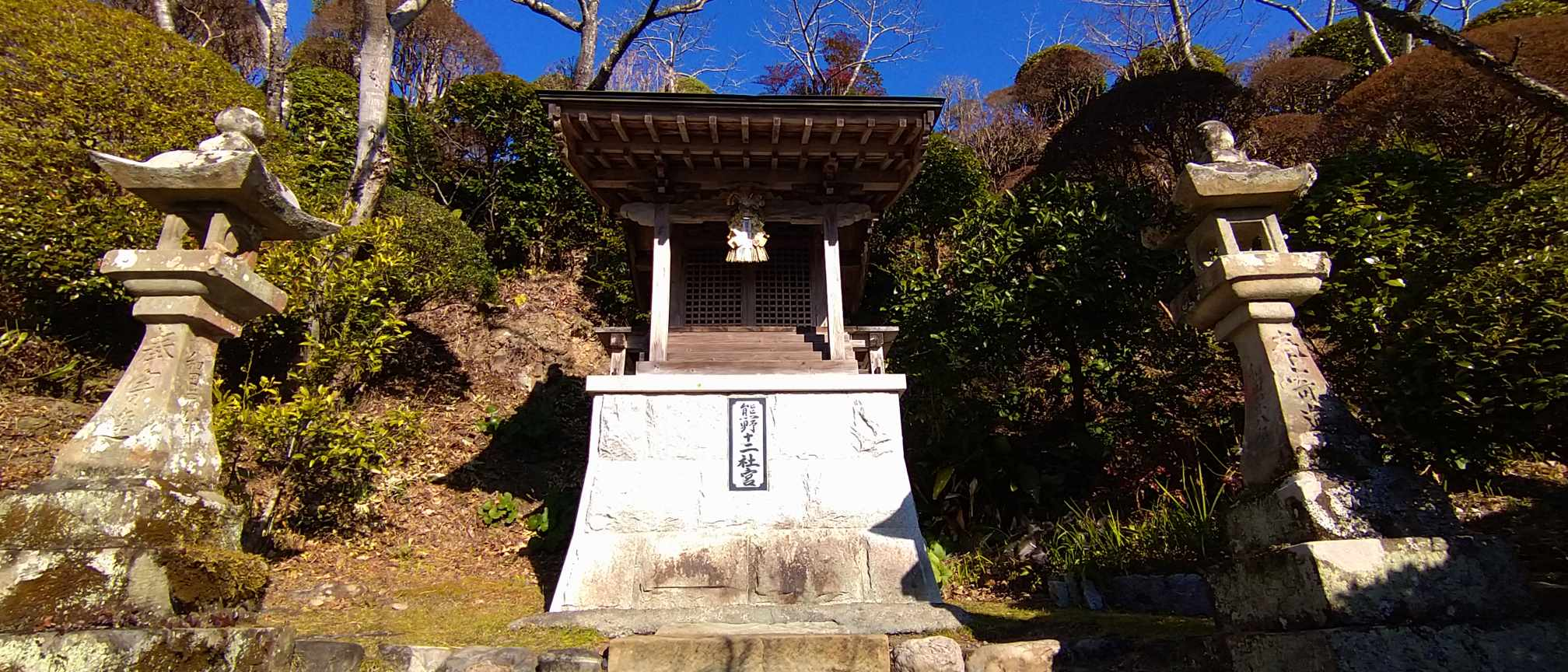
熊野十二社宮

- 眼洗いの井戸：大師が「宝医水」と名付け、眼病に効くとされる。
- 赤亀と梵鐘の像など、7つの亀がある。
- 庭園：池泉式と枯山水式がある。
- 新四国霊場：護摩堂の後ろに入口がある。昭和57年4月8日開眼。
- 新西国霊場本尊泰安所：昭和59年8月建立、大師堂の左背後に並ぶ。
- 句碑：しげる「大寒の日をしろがねに芦の水」が仁王門を入って右の庭に、杏子（黒田ももこ）「おぼろ夜の赤亀にのる鐘ひとつ」がその先に、「白妙の土佐寒蘭の香なりけり」が鐘楼の前にある。上林暁「名鐘を見にへんろうと連れて立てり」が本堂の左の庭にあり、「・・遍路のす・寺山に苦・・」が本堂右前にある。

山門の左側に手水場があり、その先に鐘楼がある。参道の両側に庭園があり、伝説に関わる、梵鐘を背負った赤亀の像が置かれている。参道が右に曲ると左側に大師堂が、その先に本堂が建っている。本堂と大師堂の間の道を上がって行くと護摩堂があり、本堂前を右手に行くと眼洗いの井戸、庫裏・納経所がある。
- 宿坊：なし
- 駐車場：50台、大型5台。無料。

## 文化財
重要文化財
- 銅鐘 - 総高33 cm、鐘身25.2 cm、口径23.5 cmの小型梵鐘。延喜11年（911年）正月の銘があり、平安時代前期の紀年銘鐘として貴重である。銘文に「鋳弥勒寺鐘」とあるが、この弥勒寺がどこにあった寺かはわかっていない。赤い亀が竜宮城より持ち帰ったとの伝説がある。明治の始め高知県議会の開閉の合図に打ち鳴らされてといわれる。昭和16年7月3日指定[1][2][3]

史跡
- 土佐遍路道 観自在寺道（宿毛市大深浦）：松尾峠登山口から県境の松尾峠までの道路敷1,927.62 m2[注釈 1]。令和3年10月11日指定[4][5][6]。

なお、愛媛県側の約1.5kmも史跡「伊予遍路道 観自在寺道」に平成30年10月15日指定されている。
宿毛市指定保護有形文化財
- 木造薬師如来立像と日光菩薩・月光菩薩（本尊と脇佛）：本尊126 cm、平安時代作。脇佛87 cm、江戸時代初期作。昭和38年7月24日指定[9]。
- 笑不動の画像：縦95 cm、横33 cmの紙に画かれた不動尊の画像で、巨勢金岡筆で清和天皇から寺山の明俊僧正が拝領したものであると伝えられている。明俊僧正が枯れかかった御所の右近の橘、左近の桜をよみがえらせた功によるもの。昭和38年7月27日指定[9]
- 鈸子：板鍛造の帽子形で、文治5年 (1189年) の作。金剛寺の什物であったものを、文明17年住持敬石が帰国の時持ち帰ったもので面経33 cm、総高6.5 cm。昭和47年8月30日指定[9]

宿毛市指定天然記念物
- 寺山のいぶき：目通りの周囲2.7 m、樹高10 m、幹は南東に傾斜しているが樹勢は旺盛、推定樹齢400年。昭和38年7月24日指定[9]。

## 画像

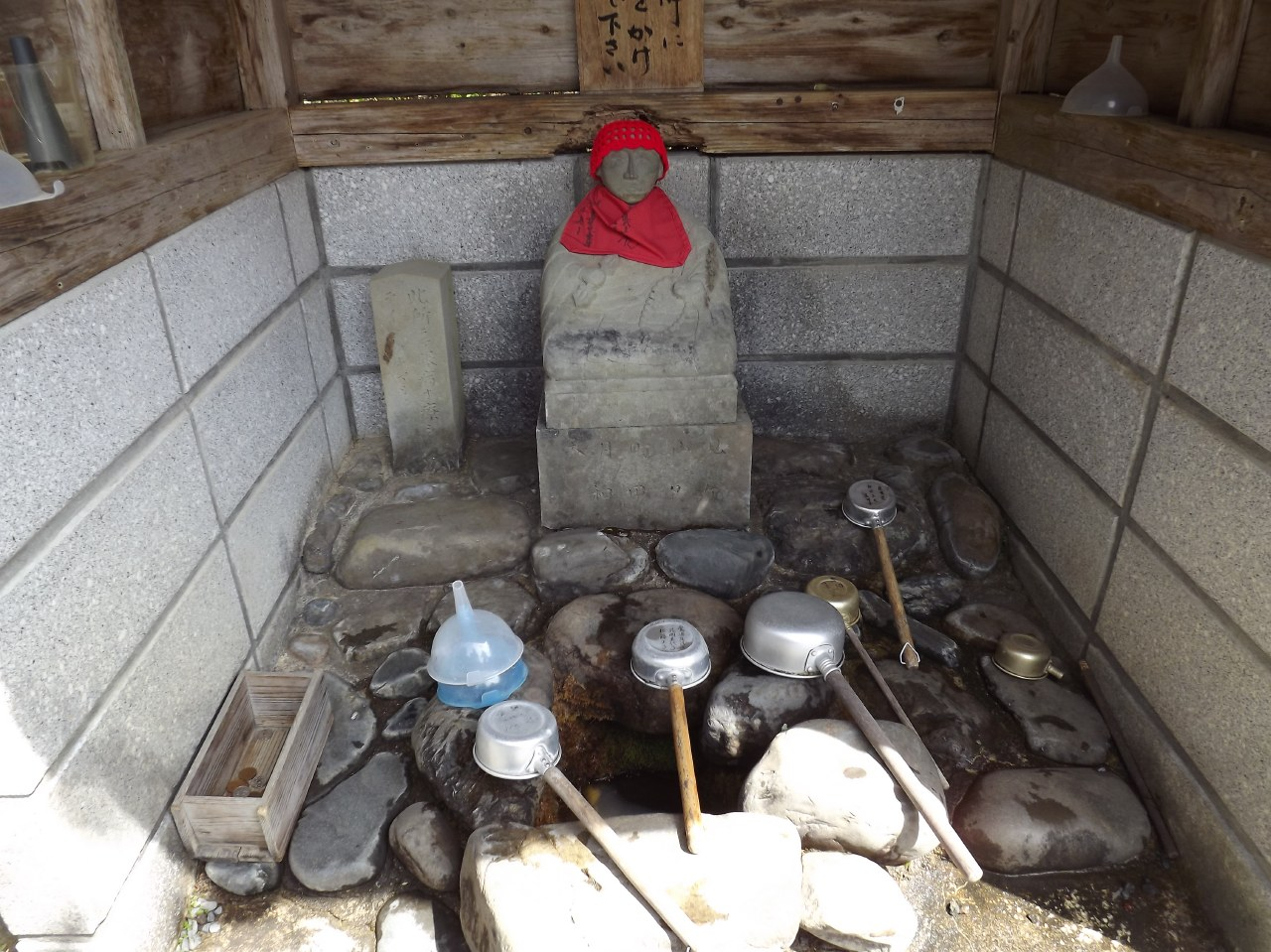
目洗いの井戸
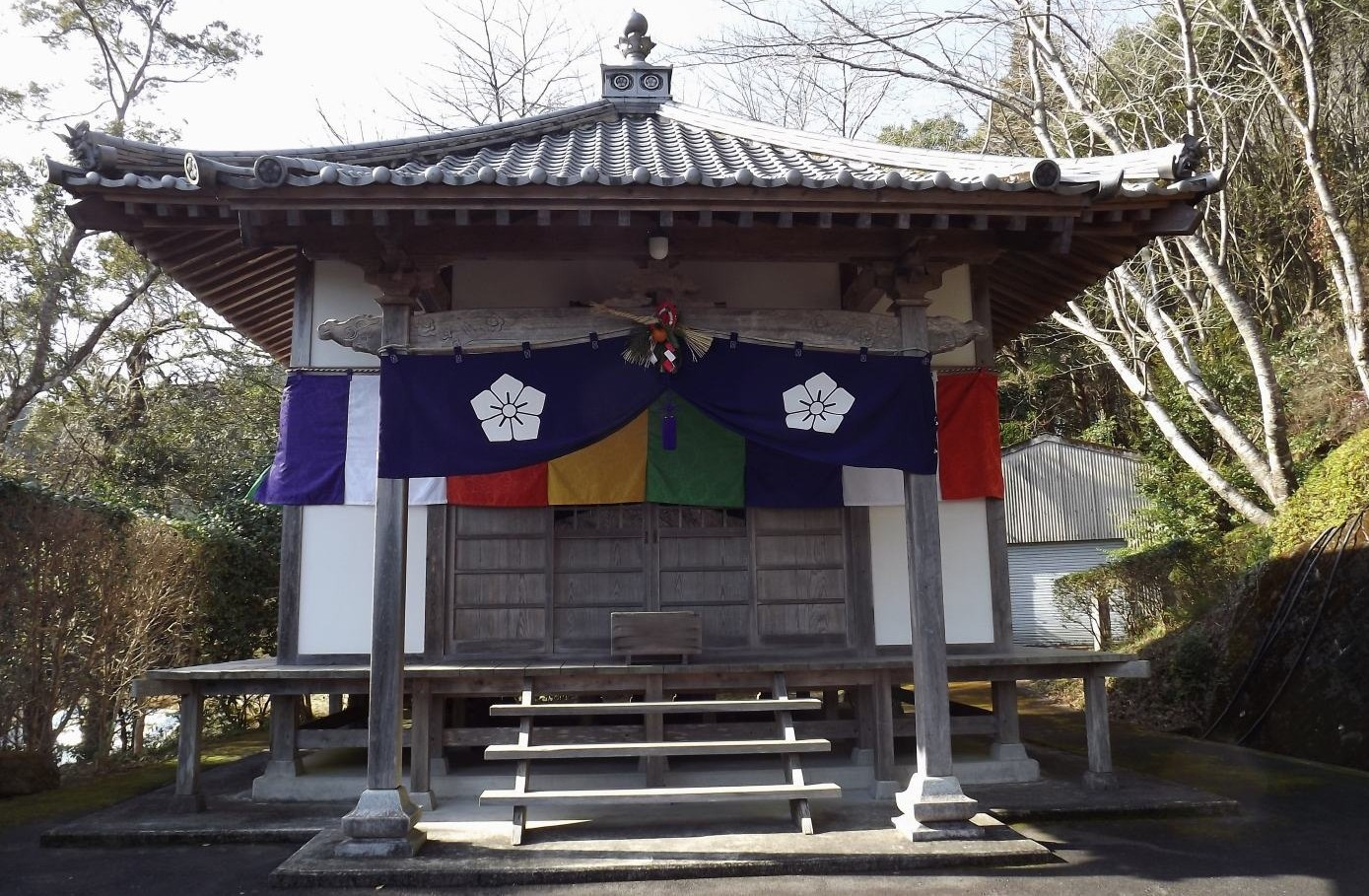
護摩堂
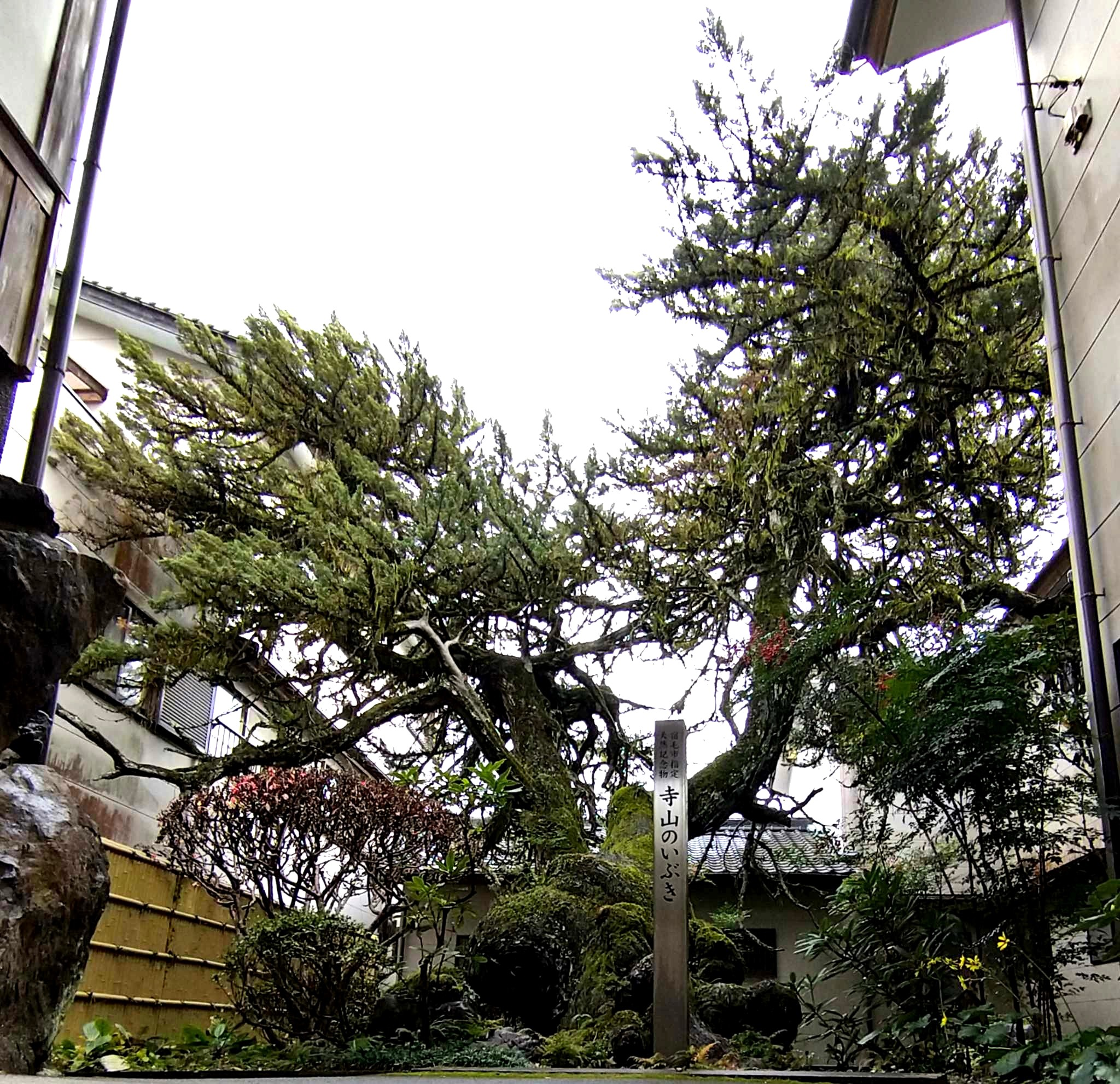
イブキ

境内に亀が七体。

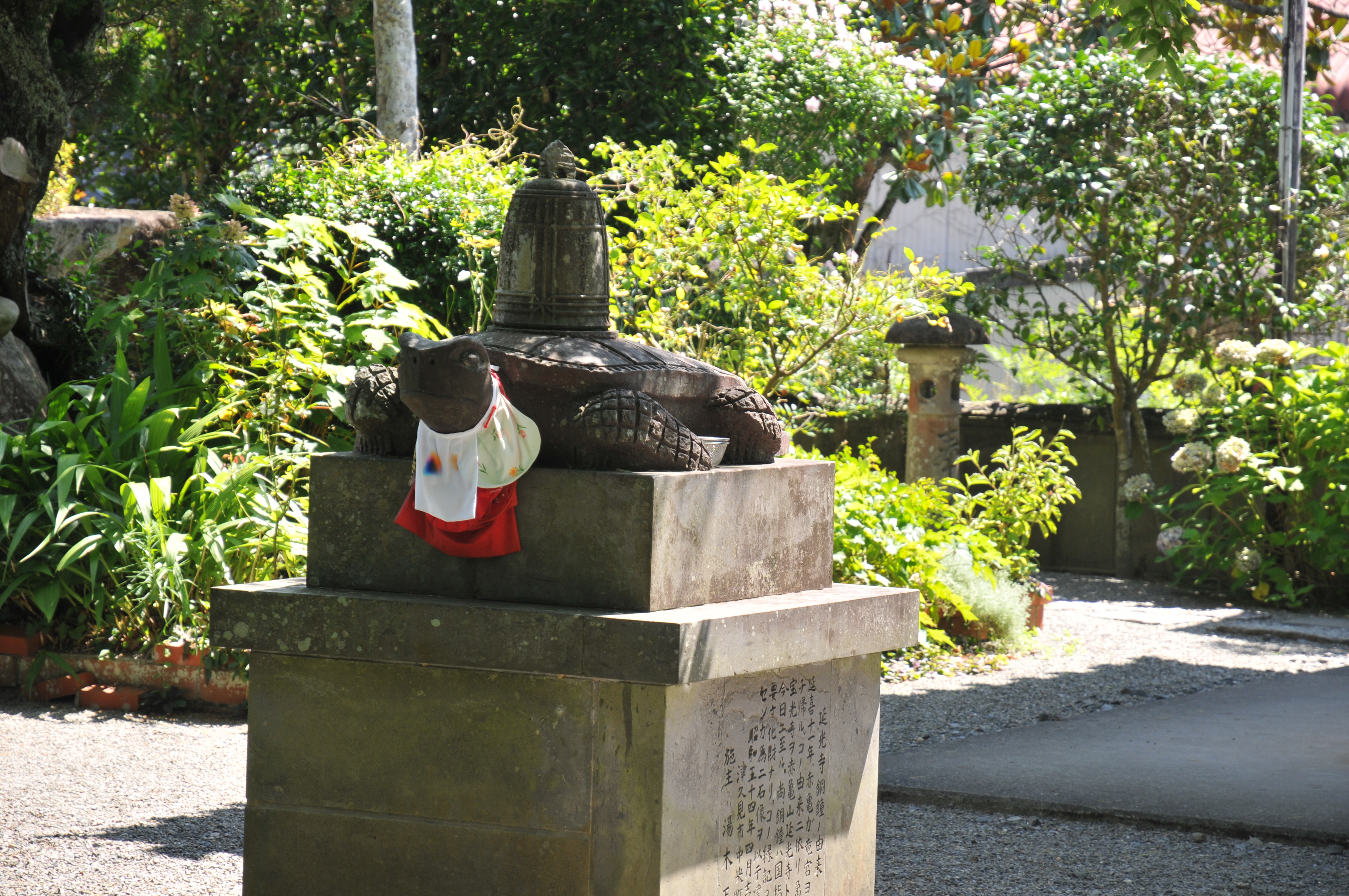
梵鐘を背負った赤亀像
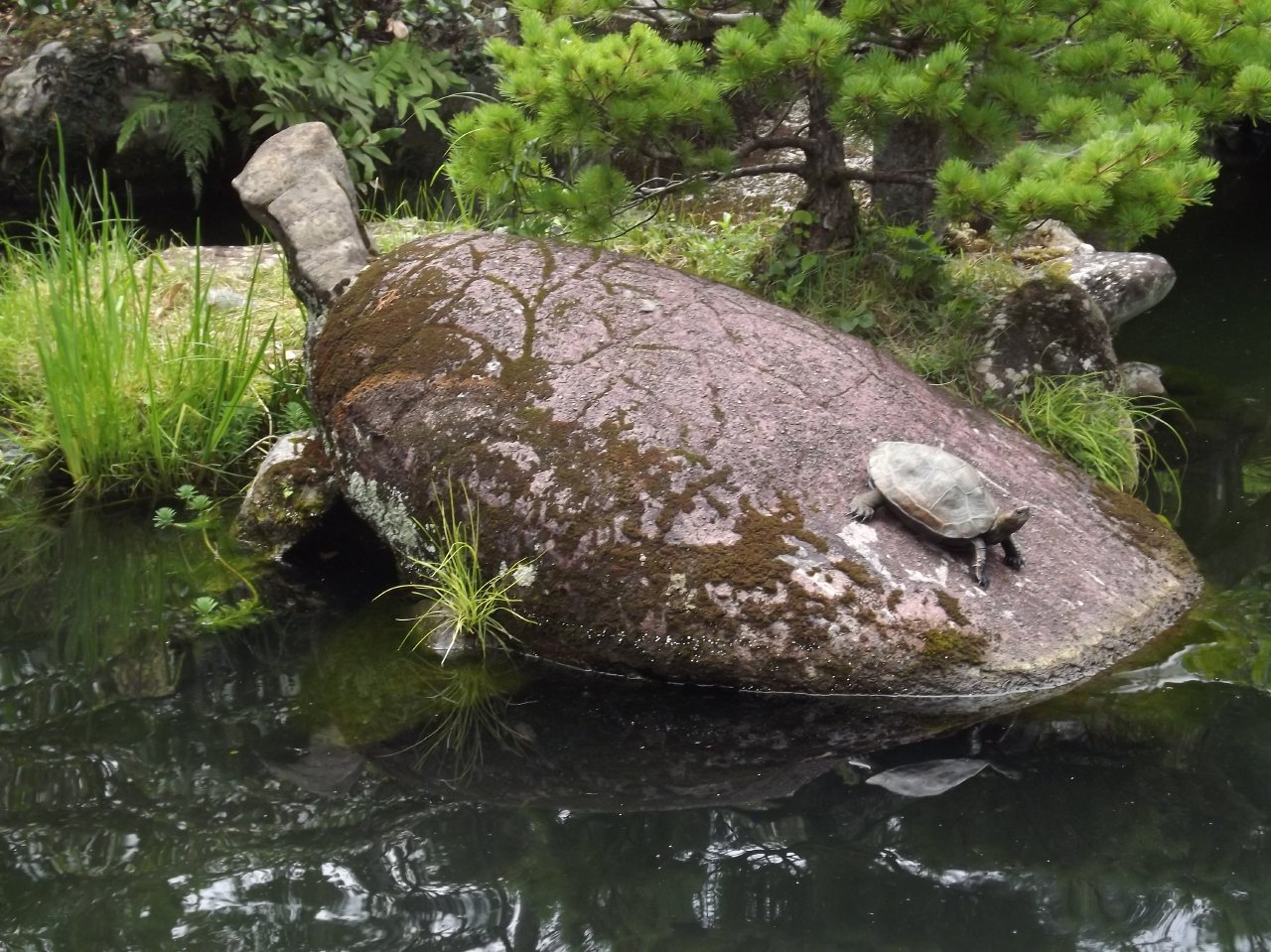
庭園の池に亀が
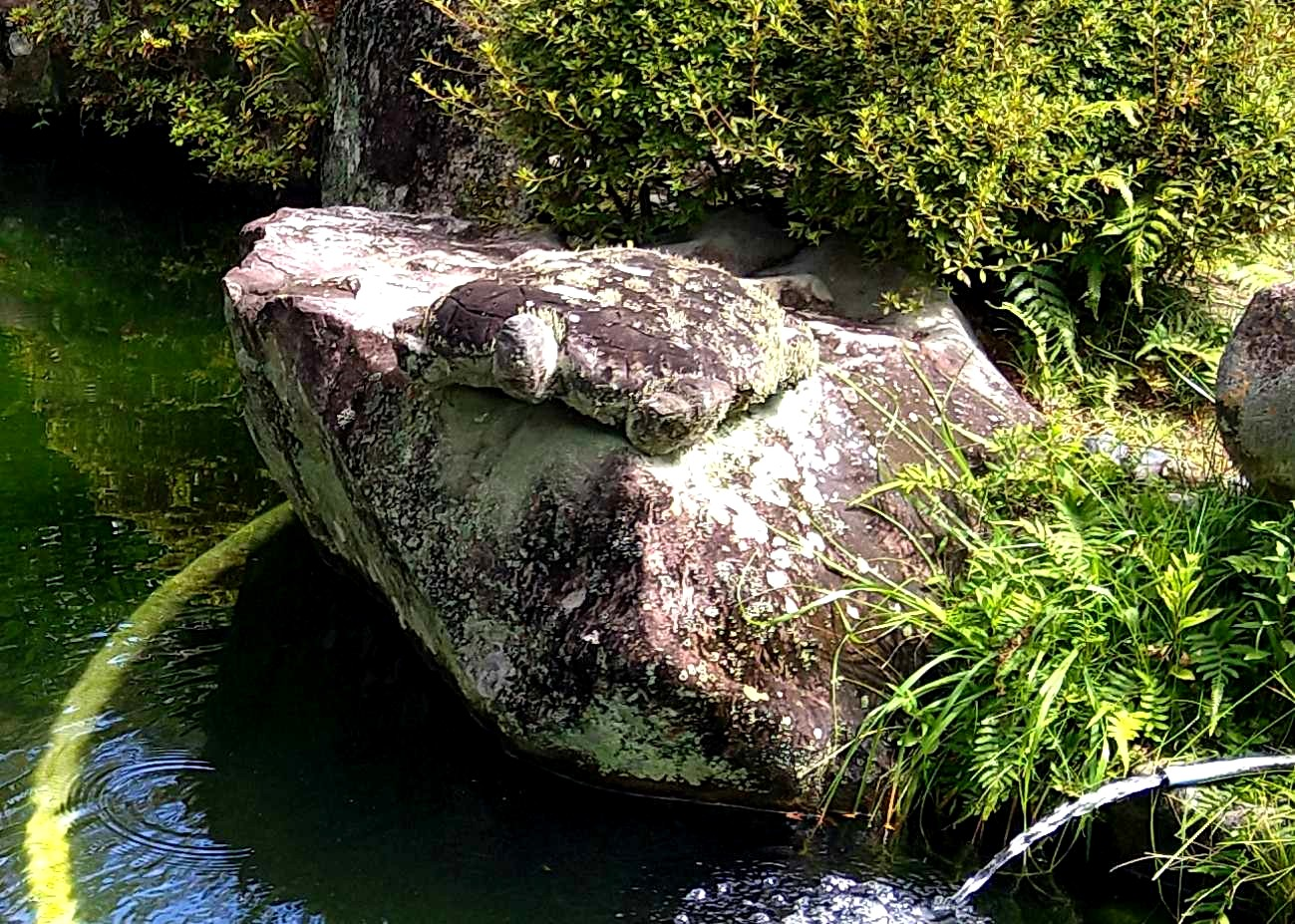
庭園の池の岩の上に
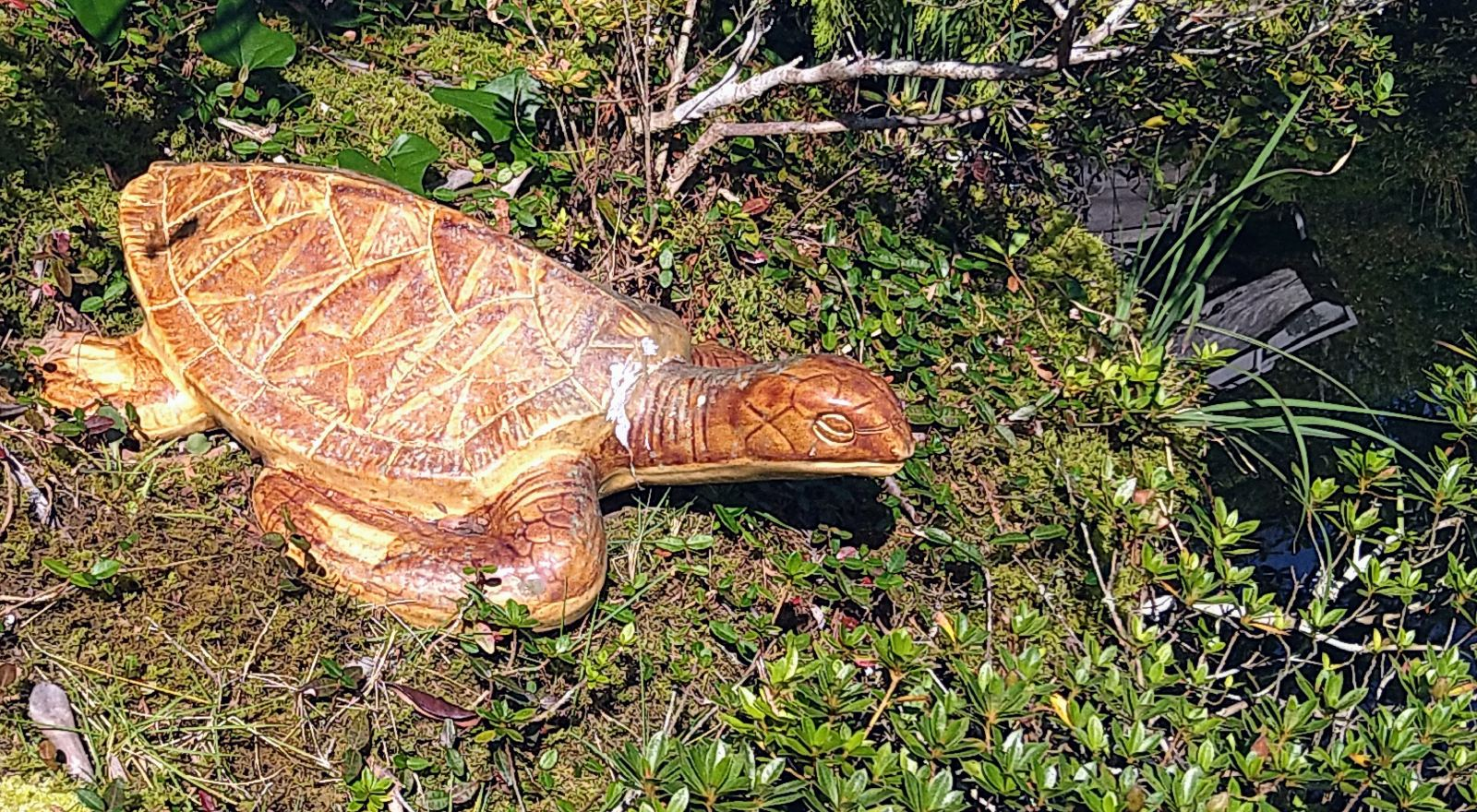
庭園の池の傍に
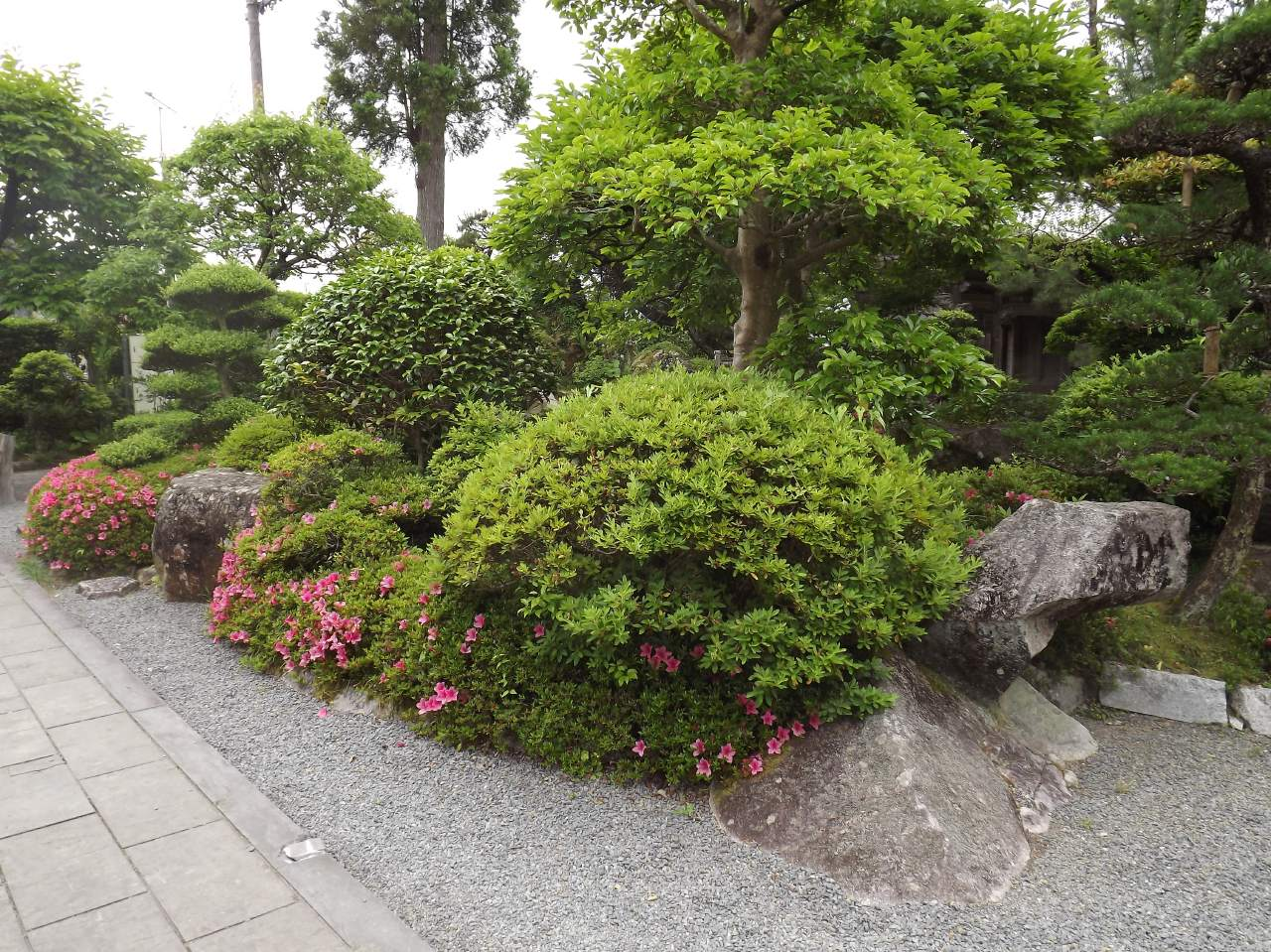
庭も亀の形
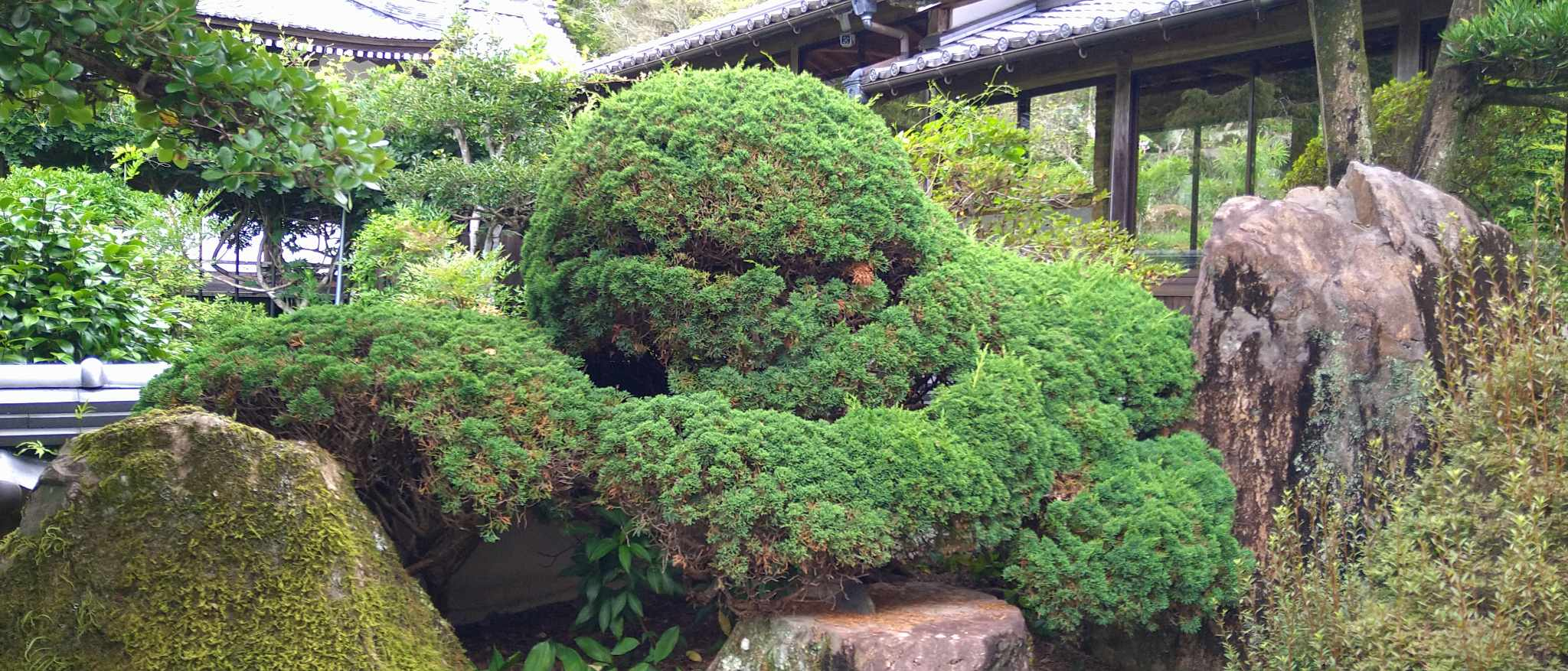
本坊玄関の前の亀
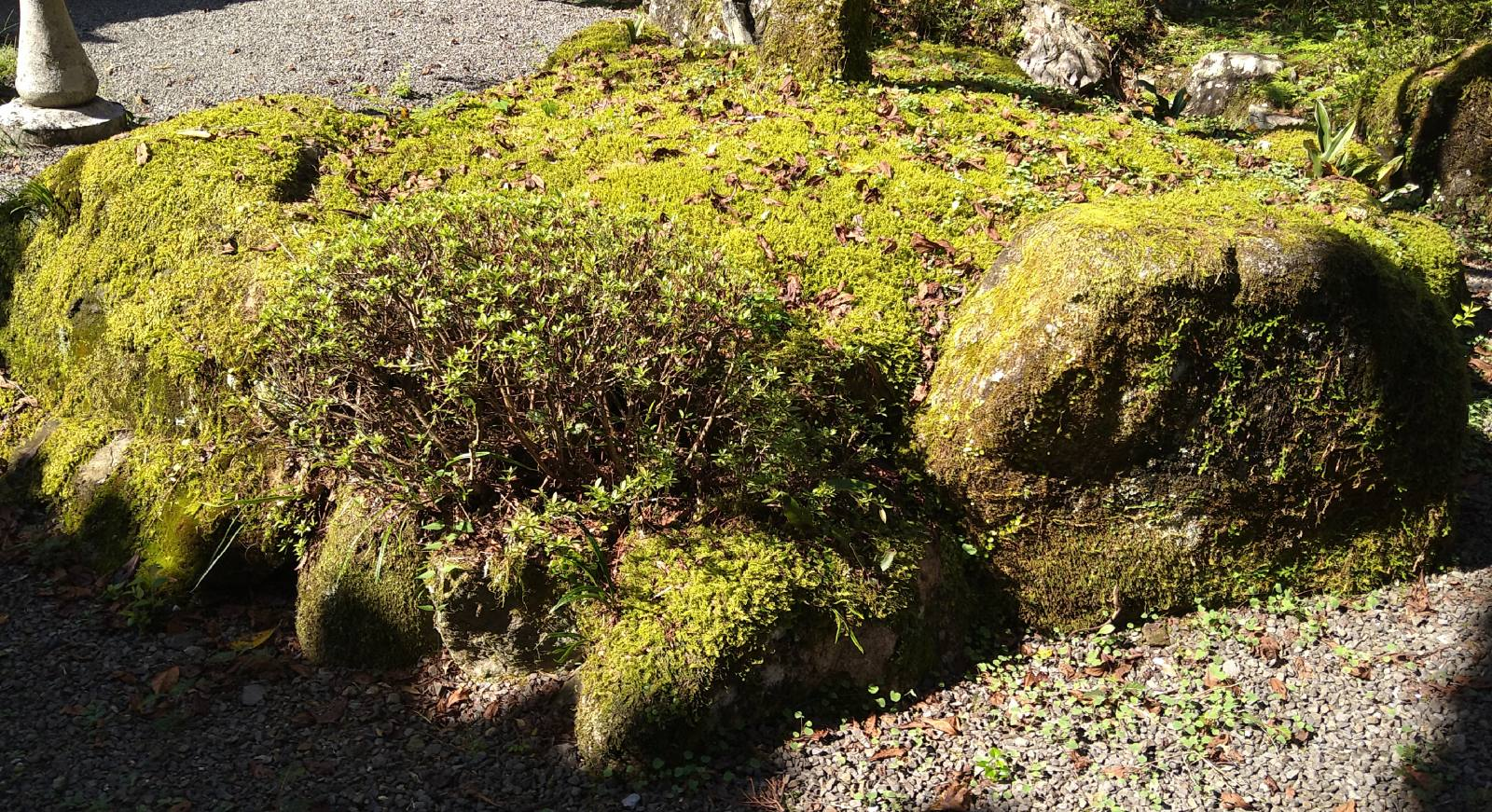
本堂の西の庭に
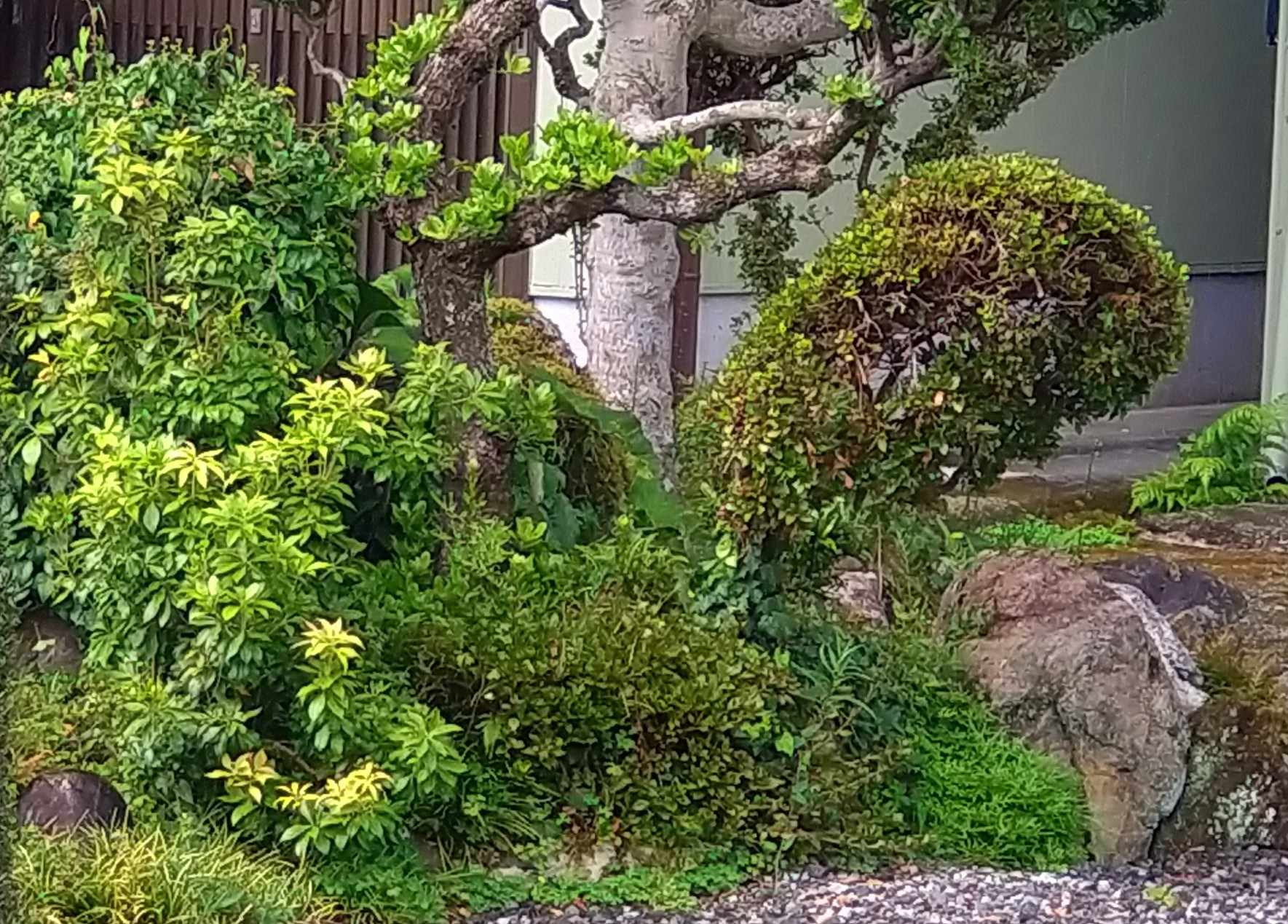
民家の玄関前の庭にも
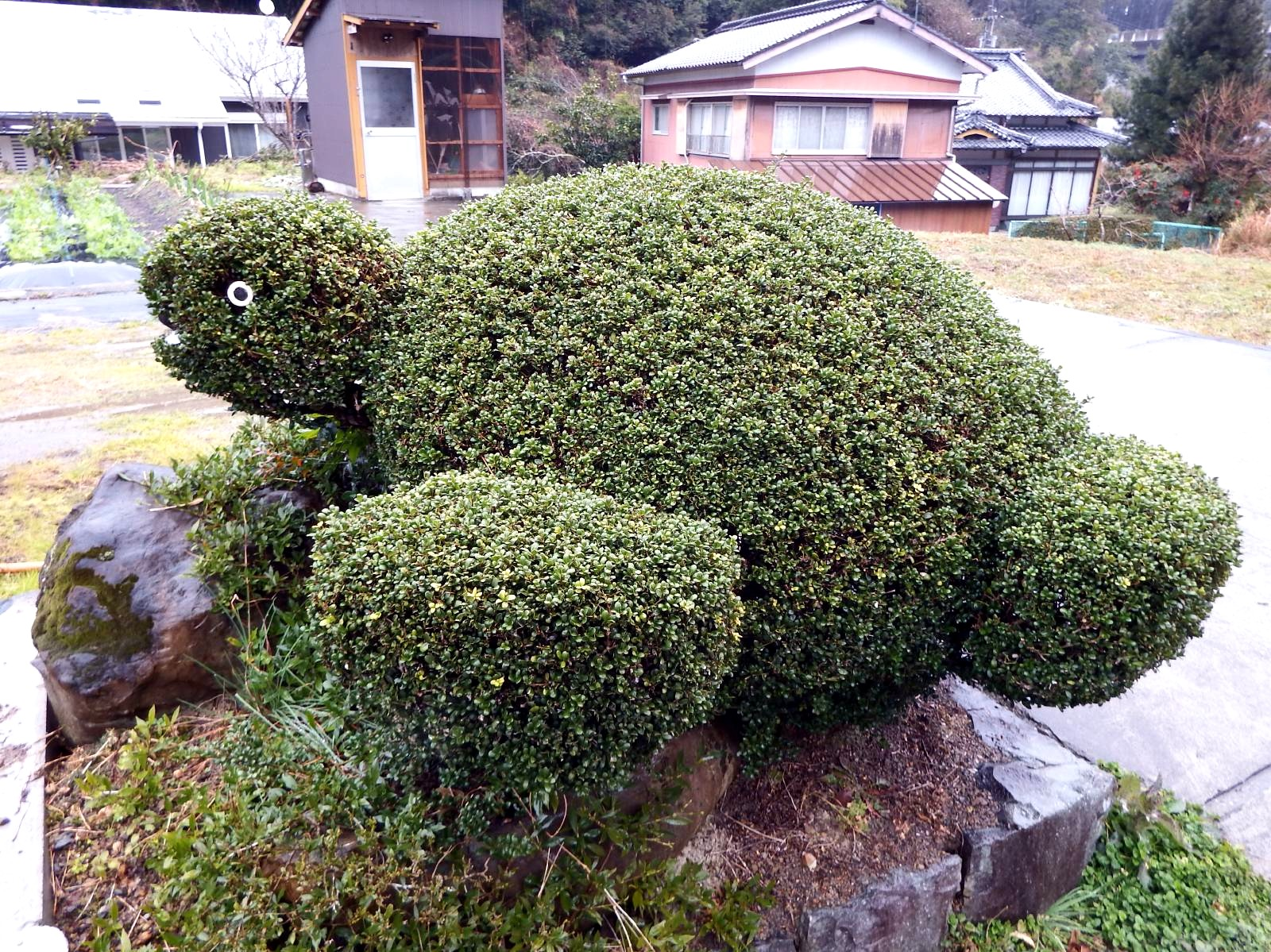
バス駐車場の前にかつてあった

## 奥の院

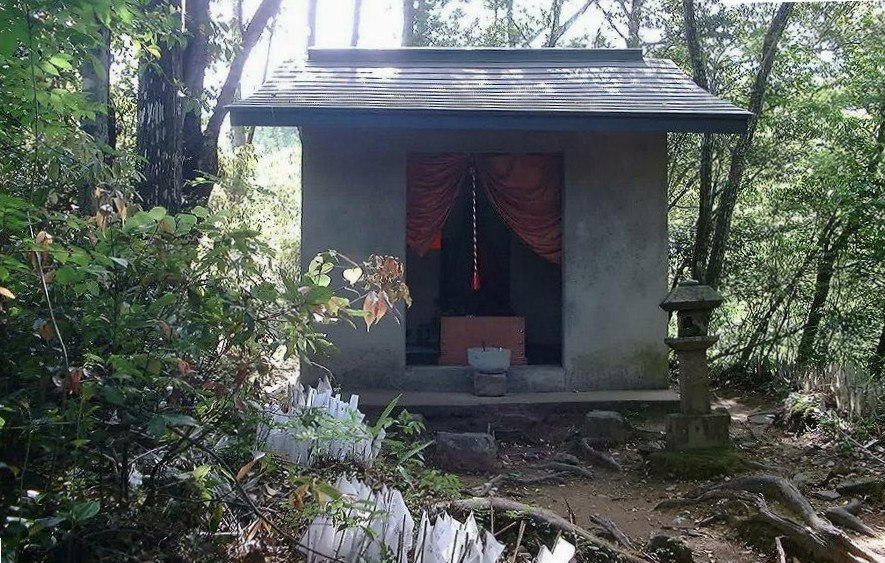
南光院
本寺から500 m奥の田んぼの中の山裾に不動明王を祀る堂がある。以前は納経が延光寺で行われていたが、現在は納経は廃止となっている。なお、納経には「笑不動尊」の名が用いられていた。
- 所在地：高知県宿毛市平田町中山378-1 （南光院）

## 周辺の番外霊場
月山神社
古来、金剛福寺を打ち終えた遍路修行者は番外の月山を詣でてから延光寺へ向かったと云われ、番外なれど、篠山観世音寺とともに遍路が参詣すべきところと伝えられていた。
- 所在地：高知県幡多郡大月町月ヶ丘1443 （月山神社）

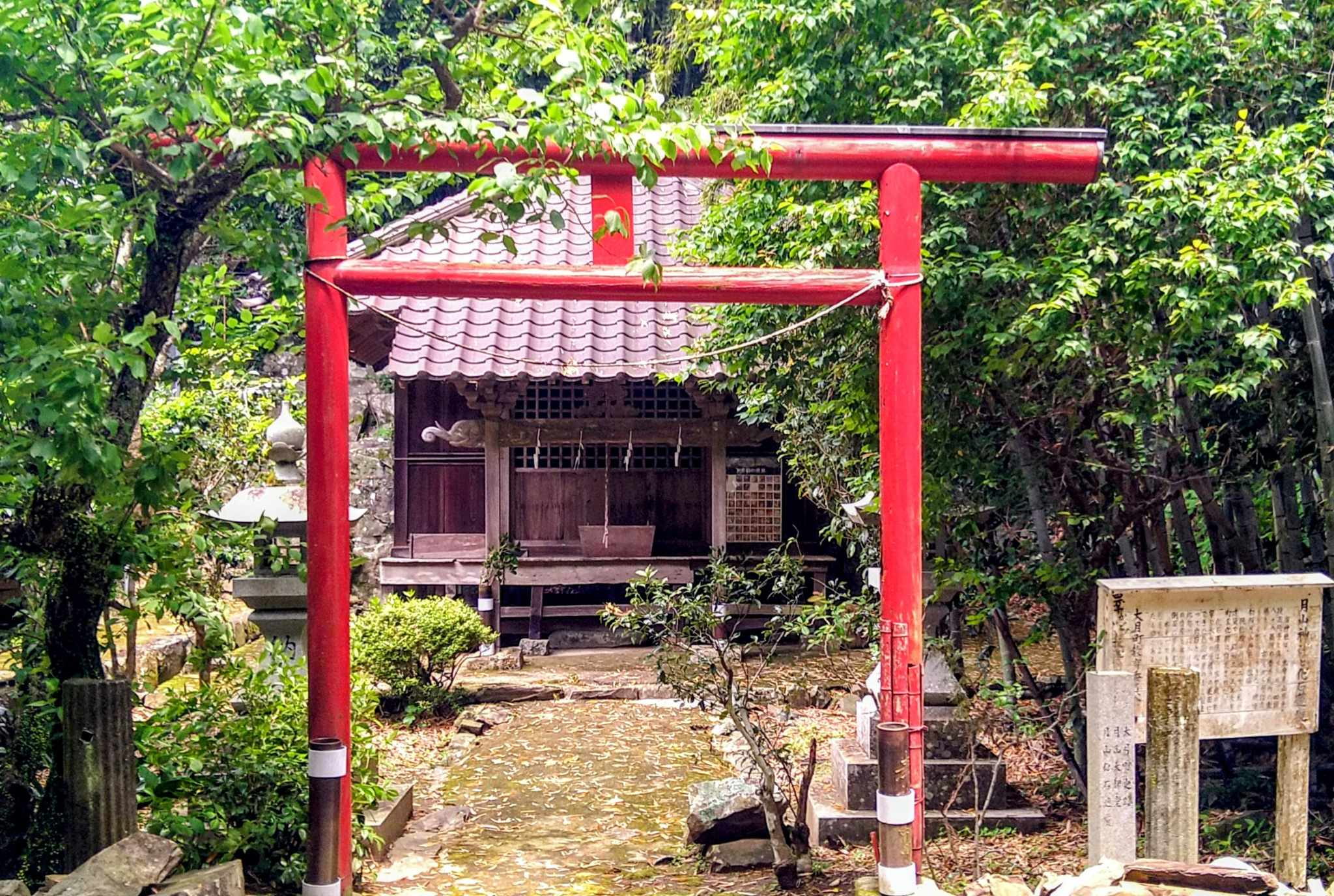
大師堂
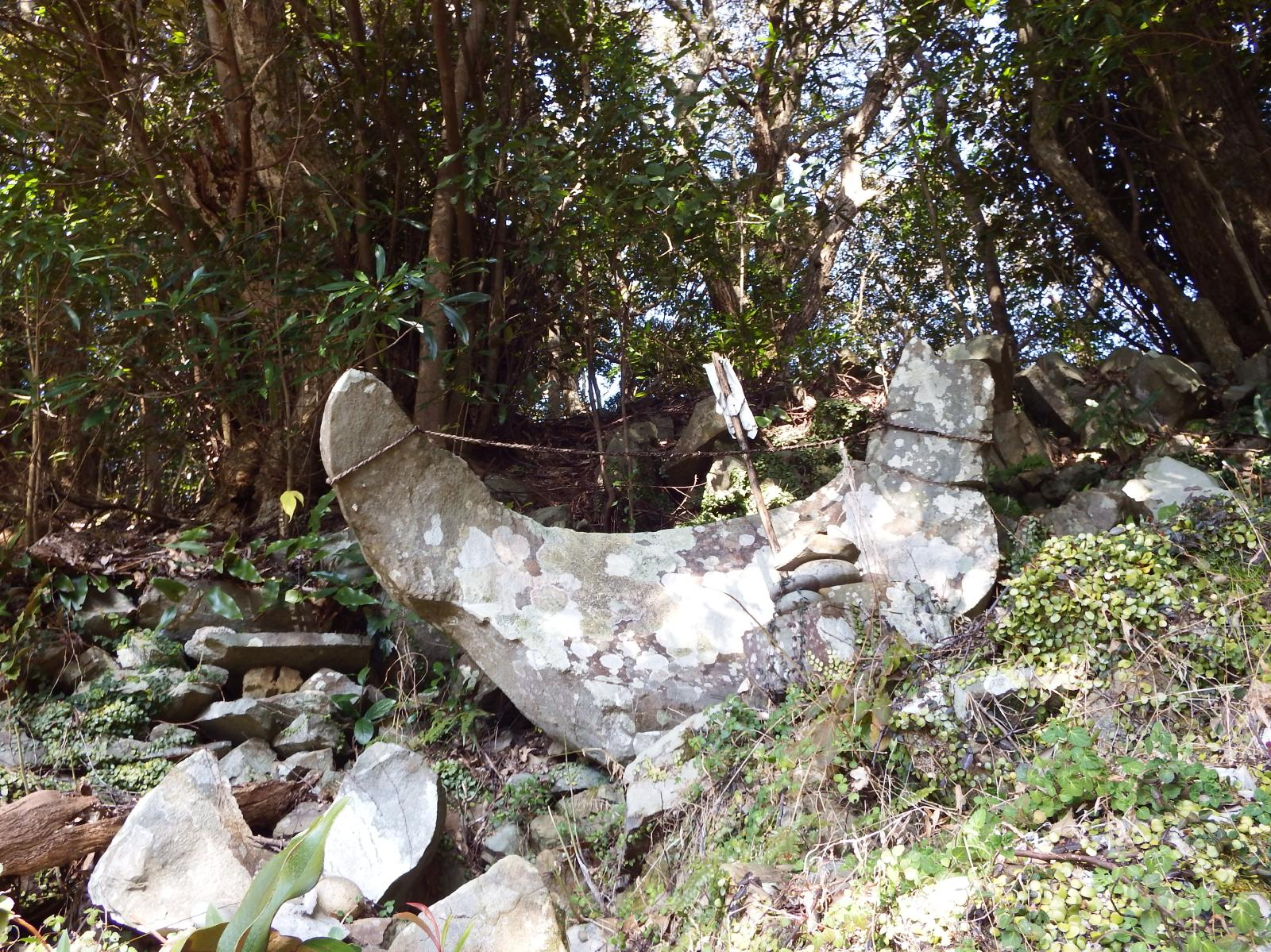
月山の御神体

## 交通案内
鉄道
- 土佐くろしお鉄道宿毛線 – 平田駅下車 (2.5 km)

バス
- 高知西南交通 中村-宿毛線「寺山口」下車 (1.0 km)
- 高知西南交通・近鉄バス（しまんとブルーライナー号）「三原分岐」下車 (2.4 km)

道路
- 一般道：国道56号 寺山口 (1.0 km)

## 前後の札所
四国八十八箇所
38 金剛福寺 --（50.8 km：市野瀬・三原経由）-- 39 延光寺 -- （25.8 km）-- 40 観自在寺